# Đinh Y Nhung
Đinh Y Nhung (sinh ngày 8 tháng 4 năm 1980) là một nữ diễn viên người Việt Nam. Cô là chủ nhân của giải Cánh diều cho nữ diễn viên chính xuất sắc phim truyện điện ảnh vào năm 2013 và giải Bông Sen cho nữ diễn viên chính xuất sắc vào năm 2023.

## Tiểu sử và sự nghiệp
Đinh Y Nhung sinh ngày 8 tháng 4 năm 1980 trong một gia đình người H'rê tại Ba Tơ, Quảng Ngãi. Cô từng là sinh viên trường Cao đẳng Văn hóa Nghệ thuật Quân đội Hà Nội chuyên ngành Múa.
Năm 1999, cô đoạt giải "Gương mặt đẹp nhất" cuộc thi Tìm kiếm người đẹp thời trang do tạp chí Thời trang trẻ tổ chức, đến năm 2000, cô tiếp tục tham gia Hoa hậu Việt Nam và đoạt giải "Thí sinh mặc trang phục tự chọn đẹp nhất".
Sau cuộc thi, cô rời Quảng Ngãi vào Thành phố Hồ Chí Minh lập nghiệp. Bộ phim đầu tiên cô tham gia là Đuốc sáng rừng đêm của đạo diễn Nguyễn Hữu Phần. Năm 2012, cô tham gia bộ phim "Lấy chồng người ta" của đạo diễn Lưu Huỳnh và gây ấn tượng với vai Lụa. Sau đó cô tham gia các bộ phim và để lại nhiều dấu ấn như Một nửa bóng tối, Hiệp sĩ mù, Đổi đời.
Năm 2015, lần đầu tiên Đinh Y Nhung được mời sang Đức tham gia một phim điện ảnh do nước ngoài sản xuất. Bộ phim do các đơn vị truyền hình tại Đức hợp tác sản xuất, đạo diễn phim là Norbert Lechner. Năm 2020, Đinh Y Nhung trở lại trong bộ phim truyền hình "Láng giềng kỳ lạ" sau thời gian vắng bóng.

## Đời tư
Đinh Y Nhung lập gia đình với đạo diễn Lưu Huỳnh và họ có một người con gái.

## Danh sách phim

### Phim truyền hình
| Năm  | Tựa phim                     | Vai diễn    | Đạo diễn                       | Kênh    | Nguồn |
| ---- | ---------------------------- | ----------- | ------------------------------ | ------- | ----- |
| 2001 | Đuốc Sáng rừng đêm           | Y Dung      | Nguyễn Hữu Phần                | VTV1    |       |
| 2003 | Chuyện tình của mẹ           |             | Hồ Nhân                        |         |       |
| 2004 | Hạt bụi hạt đời              | Hiền        | Lê Anh Cường                   | VTV3    |       |
| 2006 | 39 độ yêu                    | Marilyn Mai | Nguyễn Phan Quang Bình         | HTV9    |       |
| 2006 | Hoa gió                      | Hồng        | Hồ Nhân                        | HTV9    |       |
| 2007 | Sóng gió cuộc đời            | Thanh       | Châu Huế                       | HTV7    |       |
| 2007 | Xin lỗi tình yêu             | Phương Hoa  | Hồng Ngân                      | HTV9    |       |
| 2007 | Nữ bác sĩ                    | Thanh Hà    | Song Chi                       | HTV9    |       |
| 2008 | Áo cưới thiên đường          | Kim Linh    | Nguyễn Duy Võ Ngọc             | HTV9    |       |
| 2009 | Ký ức mong manh              | Bà Khuê     | Đặng Lưu Việt Bảo              | HTV7    |       |
| 2009 | Taxi                         | Song Trúc   | Phạm Ngọc Châu                 | HTV9    |       |
| 2010 | Câu chuyện pháp đình: Ngã rẽ | Thơm        | Nguyễn Tường Phương            | HTV9    |       |
| 2010 | Công nghệ thời trang         | Hoàng Vy    | Đỗ Phú Hải                     | HTV9    |       |
| 2011 | Chung một mái nhà            | Lê          | Nguyễn Mạnh Lân - Phạm Văn Lưu | HTV7    |       |
| 2011 | Nợ đa tình                   | Minh Ánh    | Đinh Đức Liêm                  | HTV7    |       |
| 2011 | Xóm gà                       | Hoa         | Trần Ngọc Giàu                 | SCTV7   |       |
| 2011 | Quý ông thời đại             |             | Đặng Lưu Việt Bảo              | SCTV14  |       |
| 2011 | Đường Hồ Chí Minh trên biển  | Nhâm        | Đinh Thái Thụy                 | HTV9    |       |
| 2011 | Mẹ và con trai               | Dung        | Phạm Ngọc Châu                 | HTV9    |       |
| 2012 | Tình mẹ                      | Thu         | Đặng Lưu Việt Bảo              | HTV9    |       |
| 2012 | Dốc sương mù                 | Ly          | Lê Minh                        | VTV9    |       |
| 2012 | Ông xã vạn tuế               | Uyên Phương | Đặng Lưu Việt Bảo              | THVL1   |       |
| 2012 | Phiên chợ số                 |             | Nhâm Minh Hiền                 | HTV9    |       |
| 2012 | Lạc mất linh hồn             | Diễm        | Lê Minh                        | VTV1    |       |
| 2013 | Một nửa bóng tối             | Bích Thương | Nguyễn Hoàng Trung             | HTV9    |       |
| 2014 | Dừng bước giang hồ           | Đông Nghi   | Nguyễn Nhật Duy                |         |       |
| 2014 | Nơi chốn ta quay về          | Năm Sa      | Lê Minh                        | VTV1    |       |
| 2015 | Đổi đời                      | Xuyến       | Đặng Minh Quốc                 | SCTV14  |       |
| 2015 | Hương quê                    | Mận         | Nguyễn Duy Linh                | THVL1   |       |
| 2015 | Tình và lý                   | Lan Trinh   | Nguyễn Thu                     | SCTV14  |       |
| 2016 | Những ngọn nến trong đêm 2   | Giang       | Nguyễn Khải Anh                | VTV3    |       |
| 2017 | Lấy chồng cho mẹ             | Trâm        | Trần Chí Thành                 | SCTV14  |       |
| 2017 | Gió vẫn thổi từ biển         |             | Đặng Minh Quốc                 | SCTV14  |       |
| 2017 | Cung đường trắng             | Thủy        | Đỗ Phú Hải - Đặng Minh Quang   | VTV3    |       |
| 2018 | Đùa với tình yêu             |             | Võ Hồng Loan                   | TodayTV |       |
| 2019 | Ruby máu                     | Phương An   | Đặng Minh Quang                | ANTV    |       |
| 2019 | Tình xa                      | Bà Thảo     | Trần Chí Thành                 | VTV9    |       |
| 2019 | Đêm tân hôn                  |             |                                |         |       |
| 2021 | Vũ điệu giữa bầy sói         | Ngọc Bích   | Nguyễn Thơ                     | SCTV14  |       |
| 2022 | Bão ngầm                     | Hồng Liên   | Đinh Thái Thụy                 | VTV1    |       |
| 2023 | Chị Đại trở lại              | Bà Kim      | Trần Toàn                      | SCTV18  |       |
| 2023 | Chúng ta phải hạnh phúc      | Nguyệt      | Đinh Thái Thụy                 | VTV1    |       |
| 2024 | Báo thù                      | Bà Xuyến    | Thái Trình                     | SCTV14  |       |
| 2024 | Tiệm ăn của quỷ              |             | Trần Hàm                       |         |       |
| 2024 | Nơi Thị trấn Hoàng Hôn       |             | Lê Minh                        |         |       |

### Phim điện ảnh
| Năm  | Tựa phim                 | Vai diễn | Đạo diễn         | Nguồn |
| ---- | ------------------------ | -------- | ---------------- | ----- |
| 2009 | Huyền thoại bất tử       |          | Lưu Huỳnh        |       |
| 2012 | Lấy chồng người ta       | Lụa      | Lưu Huỳnh        |       |
| 2014 | Hiệp sĩ mù               |          | Lưu Huỳnh        |       |
| 2015 | Hy sinh đời trai         |          | Lưu Huỳnh        |       |
| 2017 | Ngày mai mai cưới        |          | Nguyễn Tấn Phước |       |
| 2017 | Giấc mơ mỹ               |          | Davina Hồng Ngân |       |
| 2018 | Tim hằn vết sẹo          |          | Lưu Huỳnh        |       |
| 2019 | Thất sơn tâm linh        | Múi      | Trần Hàm         |       |
| 2020 | Võ Sinh đại chiến        |          | Bá Cường         |       |
| 2021 | Mẹ ơi! Bướm đây          | Đẹp      | Lưu Huỳnh        |       |
| 2022 | Mười: Lời nguyền trở lại | Diệu     | Hằng Trịnh       |       |
| 2024 | Lật mặt 7: Một điều ước  | Ba Lành  | Lý Hải           |       |
| 2024 | Chị Dâu                  | Tư Ánh   | Khương Ngọc      |       |
| 2025 | Điều ước cuối cùng       | Phượng   | Đoàn Sĩ Nguyên   |       |

### Đóng MV
| Năm  | Tựa                   | Ca sĩ          |
| ---- | --------------------- | -------------- |
| 2003 | Còn đó chút hồng phai | Quang Dũng     |
| 2007 | Gà trống nuôi con     | Vân Quang Long |

## Giải thưởng
| Năm  | Giải thưởng                                    | Hạng mục                                                         | Tác phẩm                 | Kết quả   | Nguồn         |
| ---- | ---------------------------------------------- | ---------------------------------------------------------------- | ------------------------ | --------- | ------------- |
| 2010 | Giải Mai vàng                                  | Nữ diễn viên điện ảnh - Truyền hình                              | Ngã rẽ                   | Đề cử     |               |
| 2013 | Giải Cánh diều                                 | Nữ diễn viên chính xuất sắc                                      | Lấy chồng người ta       | Đoạt giải | [ 15 ] [ 16 ] |
| 2016 | Ngôi Sao xanh                                  | Nữ diễn viên truyền hình xuất sắc                                | Những ngọn nến trong đêm | Đoạt giải | [ 17 ] [ 18 ] |
| 2019 | Ngôi Sao xanh                                  | Nữ diễn viên xuất sắc                                            | Thất Sơn Tâm Linh        | Đề cử     |               |
| 2023 | Liên hoan phim Việt Nam                        | Nữ diễn viên chính xuất sắc                                      | Mẹ ơi, Bướm đây!         | Đoạt giải | [ 19 ]        |
| 2024 | Giải thưởng Hội Điện ảnh Thành phố Hồ Chí Minh | Nữ diễn viên chính xuất sắc nhất - hạng mục phim truyện điện ảnh | Mẹ ơi, Bướm đây!         | Đoạt giải | [ 20 ]        |